# Battipaglia
Battipaglia (AFI: /ˌbattiˈpaʎːa/, ) è un comune italiano di 49 388 abitanti della provincia di Salerno in Campania.
È celebre per la produzione di mozzarella di bufala e costituisce uno dei centri agricoli più produttivi della piana del Sele, di cui è inoltre il principale polo industriale e ferroviario.
Colonizzata anticamente da greci e romani assieme alla vicina Eboli (del cui territorio Battipaglia ha fatto parte fino al 28 marzo 1929), durante la seconda guerra mondiale fu soggetta a ripetuti bombardamenti dell'aviazione alleata nell'ambito dell'operazione Avalanche, seguendo poi un poderoso sviluppo demografico, agricolo e industriale nel dopoguerra.

## Geografia fisica

### Territorio
La città è situata ai margini settentrionali della Piana del Sele. Il territorio comunale è composto da una piccola parte collinare con un'altezza massima di circa 300 m s.l.m., occupata dalle propaggini occidentali dei Monti di Eboli, e per la restante parte dalla pianura alluvionale.
Il principale corso d'acqua è il fiume Tusciano; nel territorio pianeggiante sono presenti diversi canali artificiali realizzati per la bonifica degli acquitrini e dei pozzi.
- Classificazione sismica: zona 2 (sismicità medio-alta), Ordinanza PCM. 3274 del 20/03/2003

### Clima
Battipaglia è caratterizzata da un clima mediterraneo (Classificazione di Köppen Csa), con piogge concentrate prevalentemente nel semestre freddo e un calo delle precipitazioni in corrispondenza della stagione estiva. Durante l'estate, tuttavia, le precipitazioni non sono del tutto assenti bensì concentrate in episodici temporali pomeridiani che spesso possono presentarsi di moderata intensità, seppur di breve durata. La caratteristica principale della stagione estiva è tuttavia la presenza di lunghi periodi di tempo stabile e ventilazione a regime di brezza. L'instaurarsi della brezza di mare da ovest - sudovest a partire dalla tarda mattinata e della brezza di monte da nord - nordest durante la tarda serata e la notte tende a temperare e contenere gli eccessi termici, in particolare nei valori massimi che si presentano più bassi rispetto alle località dell'entroterra. Per contro, la presenza delle brezze, pur impedendo l'eccessivo aumento delle temperature massime durante le ore pomeridiane apporta un aumento del tasso di umidità che si manifesta con un aumento del disagio da afa.
L'area cittadina (stazione meteorologica di Battipaglia - Belvedere) è caratterizzata dal fenomeno dell'isola di calore urbana, con valori di temperature di 2 -3 °C più alti rispetto alle aree rurali. Il valore di temperatura massimo registrato nella stazione meteorologica di Battipaglia-Belvedere relativo al periodo 2005-2021 è di +40,4 °C (24 agosto 2007).
Battipaglia presenta inverni miti con valori massimi compresi tra +13 e +14 °C e minime comprese tra +7 °C dell'area urbana ai +5 °C delle aree rurali. Si verificano, di solito, due o tre ondate di freddo quasi ogni inverno, durante le quali le massime non superano i +7/+8 °C e le minime si avvicinano a 0 °C. Durante le ondate di freddo più intense le massime possono mantenersi inferiori a +4 °C e le minime scendere di qualche grado sotto lo 0 °C. Il valore minimo assoluto registrato nell'area urbana, (dal gennaio 2005 ad oggi) è stato -3,2 °C (17 febbraio 2008). Le aree rurali presentano un numero maggiore di giorni di gelo e minime più basse. Il record negativo misurato dalla vicina stazione meteorologica dell'Aeroporto di Salerno-Costa d'Amalfi è stata -7,5 °C (26 gennaio 1954)
La neve è un evento raro. Durante l'inverno le nevicate si verificano nelle aree montane a nord della città e solo sporadicamente l'area urbana vede la caduta di fiocchi di neve. Ancor più rari sono gli accumuli al suolo. La notte tra il 30 e il 31 dicembre 2014, durante un'irruzione di aria fredda di origine artica Battipaglia è stata imbiancata da un sottile strato di graupel. L'evento precedente risaliva al 15 dicembre 2007. Il 9 febbraio 2015 è stata interessata da un'intensa nevicata con accumuli di qualche centimetro nelle immediate aree collinari. Il mese di gennaio 2017 ha visto un lungo periodo di freddo durato oltre 10 giorni. Durante questa intensa ondata di freddo sono stati registrati quattro giorni di gelo, con un accumulo di neve al suolo di circa 1 cm durante le prime ore del 6 gennaio e un giorno di ghiaccio il 7 gennaio, con la massima che ha sfiorato +0,9 °C e la minima -2 °C, restando costantemente sotto lo zero nelle aree più settentrionali della città e sulle prime propaggini collinari.
L'ultimo evento nevoso in città con accumulo al suolo (>= 1 cm) risale alla sera/notte del 4/5 gennaio 2019.
I dati termometrici della stazione meteorologica cittadina (Battipaglia - Belvedere) con i dati pluviometrici della stazione meteorologica extraurbana di Battipaglia, analizzati tramite i parametri della Classificazione climatica di Thornthwaite hanno permesso di definire il clima della città della Piana del Sele come: C2B'3s2b'4, ossia clima subumido, terzo mesotermico, con elevato deficit pluviometrico estivo ed efficienza termica estiva del 49,7%.
| Battipaglia           | Mesi  | Mesi  | Mesi  | Mesi  | Mesi  | Mesi  | Mesi  | Mesi  | Mesi  | Mesi  | Mesi  | Mesi  | Stagioni | Stagioni | Stagioni | Stagioni | Anno |
| Battipaglia           | Gen   | Feb   | Mar   | Apr   | Mag   | Giu   | Lug   | Ago   | Set   | Ott   | Nov   | Dic   | Inv      | Pri      | Est      | Aut      | Anno |
| --------------------- | ----- | ----- | ----- | ----- | ----- | ----- | ----- | ----- | ----- | ----- | ----- | ----- | -------- | -------- | -------- | -------- | ---- |
| T. max. media (°C)    | 13,2  | 14,0  | 16,1  | 18,6  | 22,9  | 26,7  | 29,1  | 29,5  | 27,0  | 22,8  | 18,1  | 14,2  | 13,8     | 19,2     | 28,4     | 22,6     | 21,0 |
| T. min. media (°C)    | 4,9   | 5,2   | 6,5   | 8,4   | 11,7  | 15,1  | 17,5  | 17,8  | 15,9  | 12,6  | 8,7   | 6,0   | 5,4      | 8,9      | 16,8     | 12,4     | 10,9 |
| Precipitazioni (mm)   | 121   | 99    | 94    | 78    | 45    | 27    | 14    | 43    | 64    | 111   | 158   | 134   | 354      | 217      | 84       | 333      | 988  |
| Giorni di pioggia     | 10    | 9     | 9     | 9     | 5     | 4     | 2     | 3     | 5     | 7     | 11    | 10    | 29       | 23       | 9        | 23       | 84   |
| Vento (direzione-m/s) | N 5,1 | N 5,3 | E 5,1 | E 4,5 | E 4,4 | E 4,1 | E 4,1 | E 4,1 | E 4,8 | E 5,6 | E 5,1 | E 5,7 | 5,4      | 4,7      | 4,1      | 5,2      | 4,8  |

| Battipaglia - Belvedere (2005-2022) | Mesi        | Mesi        | Mesi        | Mesi        | Mesi        | Mesi               | Mesi        | Mesi        | Mesi        | Mesi        | Mesi        | Mesi        | Stagioni | Stagioni | Stagioni | Stagioni | Anno |
| Battipaglia - Belvedere (2005-2022) | Gen         | Feb         | Mar         | Apr         | Mag         | Giu                | Lug         | Ago         | Set         | Ott         | Nov         | Dic         | Inv      | Pri      | Est      | Aut      | Anno |
| ----------------------------------- | ----------- | ----------- | ----------- | ----------- | ----------- | ------------------ | ----------- | ----------- | ----------- | ----------- | ----------- | ----------- | -------- | -------- | -------- | -------- | ---- |
| T. max. media (°C)                  | 13,4        | 14,4        | 17,0        | 21,1        | 24,7        | 29,0               | 31,2        | 31,5        | 27,6        | 23,0        | 18,4        | 14,6        | 14,1     | 20,9     | 30,6     | 23,0     | 22,2 |
| T. min. media (°C)                  | 6,8         | 7,0         | 8,7         | 11,5        | 15,3        | 19,1               | 21,6        | 21,7        | 18,8        | 14,9        | 11,5        | 8,2         | 7,3      | 11,8     | 20,8     | 15,1     | 13,8 |
| T. max. assoluta (°C)               | 21,3 (2018) | 23,0 (2016) | 24,8 (2018) | 31,3 (2013) | 34,3 (2008) | 37,0 (2019 - 2022) | 37,4 (2007) | 40,4 (2007) | 34,7 (2015) | 31,6 (2012) | 26,9 (2018) | 22,9 (2014) | 23,0     | 34,3     | 40,4     | 34,7     | 40,4 |
| T. min. assoluta (°C)               | −2,0 (2017) | −3,2 (2008) | 0,6 (2011)  | 2,0 (2020)  | 8,2 (2011)  | 10,8 (2012)        | 16,2 (2014) | 17,2 (2005) | 11,5 (2007) | 6,6 (2007)  | 1,6 (2005)  | −2,4 (2010) | −3,2     | 0,6      | 10,8     | 1,6      | −3,2 |

| Battipaglia - Belvedere (2018-2022) | Mesi | Mesi | Mesi | Mesi | Mesi | Mesi | Mesi | Mesi | Mesi | Mesi | Mesi  | Mesi  | Stagioni | Stagioni | Stagioni | Stagioni | Anno  |
| Battipaglia - Belvedere (2018-2022) | Gen  | Feb  | Mar  | Apr  | Mag  | Giu  | Lug  | Ago  | Set  | Ott  | Nov   | Dic   | Inv      | Pri      | Est      | Aut      | Anno  |
| ----------------------------------- | ---- | ---- | ---- | ---- | ---- | ---- | ---- | ---- | ---- | ---- | ----- | ----- | -------- | -------- | -------- | -------- | ----- |
| Precipitazioni (mm)                 | 95,0 | 65,0 | 59,0 | 54,0 | 57,0 | 22,0 | 13,0 | 19,0 | 98,0 | 71,0 | 152,0 | 159,0 | 319,0    | 170,0    | 54,0     | 321,0    | 864,0 |

- Classificazione climatica: zona C, 1134 GR/G

## Origini del nome
Il toponimo comparve per la prima volta in un documento del 1080 del Ducato di Puglia e Calabria, in cui la signoria normanna notificava il possesso dei terreni tra il Sele e il Tusciano alla diocesi cattolica salernitana.
Si ritiene generalmente che il nome "Battipaglia" costituisca un composto imperativale di batti e paglia, legato all'attività di battitura del grano e della paglia dei contadini locali. Altre teorie minoritarie sono quelle della derivazione del toponimo da Baptipalla, che starebbe ad indicare un luogo consacrato alla divinità ctonia etrusca Voltumna, oppure dai termini bapti e palea, ossia "luogo anticamente sommerso dalle acque".

## Storia

### Epoca greco-romana
Precedentemente compresa nei territori della Magna Grecia in ragione della vicinanza all'insediamento di Poseidonia, l'area municipale, analogamente al resto della costa tirrenica meridionale, fu sede di insediamenti strategici durante le epoche tardo-repubblicana e imperiale romane.
Scavi archeologici hanno portato alla luce numerosi reperti risalenti indicativamente al III secolo a.C., appartenenti ad almeno due ville. Una di queste era situata nelle immediate vicinanze della costa (in località Spineta), verosimilmente parte di un più ampio complesso termale. L'altra, invece, era collocata internamente (nei pressi dell'odierno cimitero) e fungeva da collegamento tra le colture di cereali nella pianura e le coltivazioni collinari di ulivi e vigneti.
La presenza di insediamenti romani è stata ulteriormente corroborata dalla scoperta di una necropoli probabilmente databile al III secolo d.C. in prossimità dell'odierno centro urbano.

### Le origini moderne

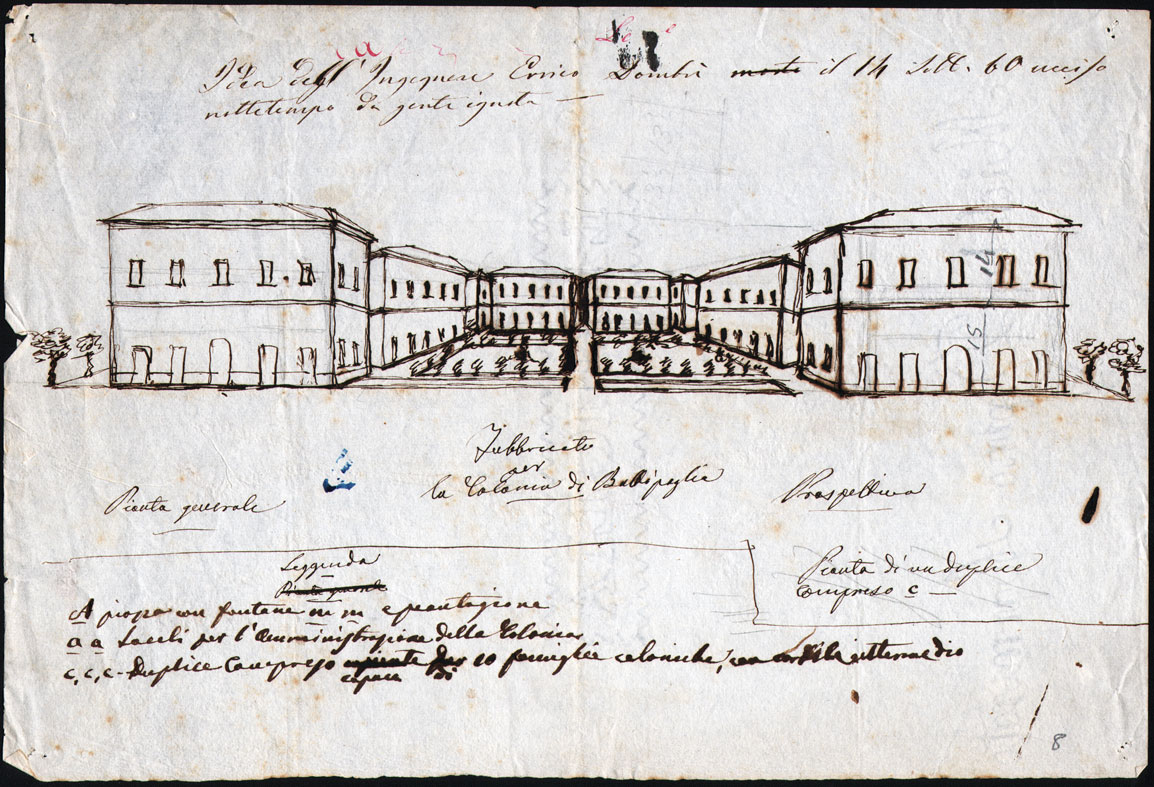
Prospetto delle Comprese di Battipaglia (1860)

Sebbene tre piccoli nuclei abitativi fossero già presenti sin dal XIII secolo (uno vicino al castello, uno vicino al Tusciano e un altro vicino alla chiesa di San Mattia), l'abitato attuale nacque ufficialmente nel 1858 per volontà di Ferdinando II di Borbone, re delle Due Sicilie, come colonia agricola nel territorio comunale di Eboli.
Il Regno fece costruire le cosiddette "Comprese": 20 edifici per accogliere più di un centinaio di famiglie di terremotati provenienti dalla Basilicata e dalla provincia di Principato Citeriore. L'età prevista per gli abitanti era compresa tra i 25 e i 40 anni, essendo richiesta inoltre una rigorosa condotta politica e religiosa, oltreché una costituzione consona al lavoro. Ai nuovi abitanti vennero forniti i mezzi necessari per incentivare l'agricoltura e la bonifica di questa porzione di Piana del Sele, così come programmato dal barone Giacomo Savarese, direttore generale delle bonifiche.

#### La proclamazione a Comune
Grazie all'impegno di Alfonso Menna, dirigente degli affari generali del Comune di Salerno, Battipaglia divenne comune con il Regio Decreto n. 623 del 28 marzo 1929; ove era precedentemente ubicato l'abitato di Battipaglia, e parte del territorio di Montecorvino Rovella, con la località Belvedere.

### I bombardamenti del 1943

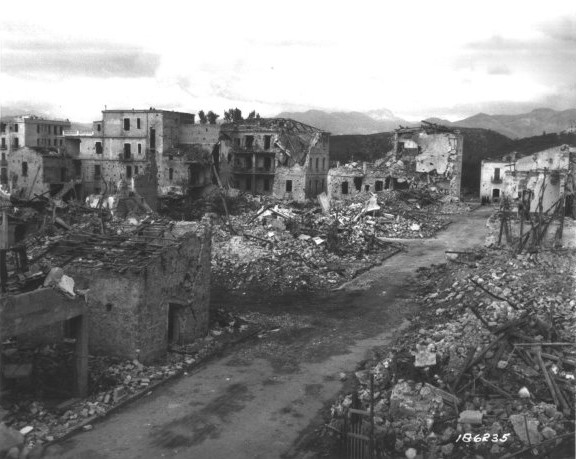
I danni causati durante la Seconda Guerra Mondiale

Il 1943 ha rappresentato l'anno più doloroso nella storia di Battipaglia, considerato che copiosi bombardamenti anglo-americani rasero quasi completamente al suolo la città. La stima ufficiale dei costi umani è di 117 vittime, ed anche per tale ragione, nel 2006, il Presidente della Repubblica Carlo Azeglio Ciampi ha conferito al Comune la Medaglia d'argento al merito civile quale "luminoso esempio di spirito di sacrificio e di amor patrio". La distruzione della città negli attacchi aerei, che ebbero luogo dal 21 giugno 1943 al 14 settembre dello stesso anno, fu operata con i caccia-bombardieri statunitensi Thunderbolt P-47, sorvolanti a bassa quota sganciando bombe a grappoli.
Nel 1943, il regista statunitense William Wyler, già Maggiore dell'aviazione statunitense, documentò il tutto facendo montare le telecamere direttamente sui bombardieri in azione. I filmati documentaristici bellici del regista (tra l'altro autore, nel 1953, del film Vacanze romane) sono stati per anni coperti dal segreto militare ed ora giacciono nella Cineteca della Rai. Essi documentano la tragedia della popolazione di Battipaglia e l'importanza strategica della città come nodo ferroviario, stradale ed aeroportuale, con l'aeroporto di Montecorvino che l'11 settembre 1943 era in mano statunitense e dopo due giorni tornava ai tedeschi per essere infine riconquistato dagli americani al termine di strenui combattimenti. Alcuni filmati sui cieli di Battipaglia sono inoltre presenti nel film dedicato agli squadroni dei terribili bombardieri, dal titolo che li richiama e montato tre anni dopo: Thunderbolt! (1946).

### Dopoguerra

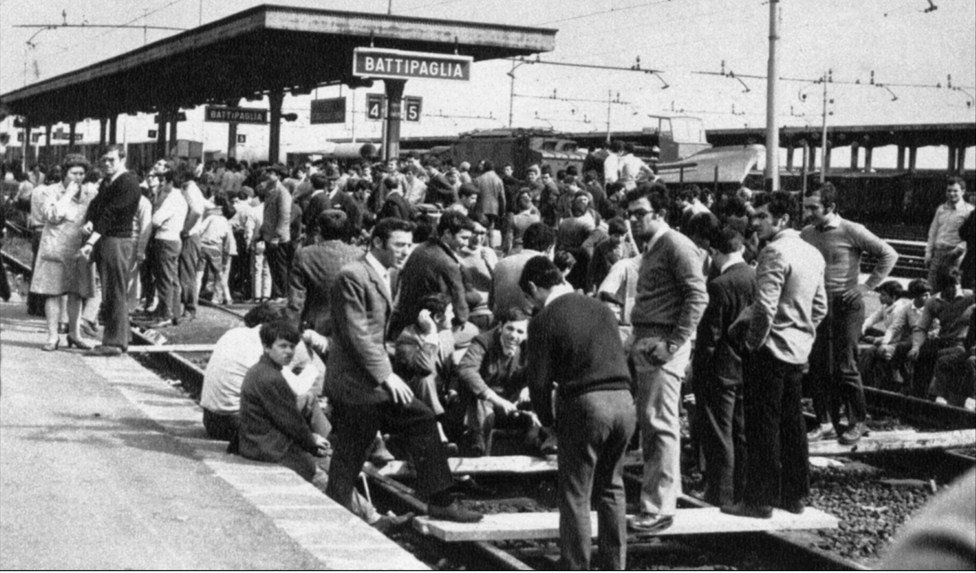
Manifestanti bloccano la linea ferroviaria nella sommossa del 1969

Distrutta quasi completamente dai bombardamenti del 1943, Battipaglia fu ricostruita in tempi brevi: ivi affluirono sempre più numerose correnti migratorie dall'entroterra, e la città conobbe uno straordinario incremento demografico tra il 1951 e il 1960, superando più del doppio quello del vicino comune di Eboli (di cui era stata frazione). Da colonia agricola a comune rurale, a città nuova, nel 1960 Battipaglia divenne polo di sviluppo industriale. Alle tradizionali industrie di trasformazione dei prodotti agricoli, si affiancarono industrie siderurgiche e di apparecchiature elettriche a ciclo continuo.
Nel 1953, la città entrò nelle cronache italiane e internazionali in seguito alla sparizione dell'allora sindaco in carica, il socialista (ed ex "qualunquista") Lorenzo Rago, il quale non sarebbe stato più ritrovato. Secondo lo storico battipagliese Giovanni De Luna, è verosimile che dietro il misterioso rapimento ci possa essere stata la camorra locale, ma gli inquirenti non hanno reperito elementi decisivi per avvalorare l'ipotesi.
Il 9 novembre 1967, in prossimità del territorio cittadino, si verificò un grave incidente ferroviario sulla linea tirrenica meridionale tra due treni direttissimi percorrenti la tratta Milano-Palermo. Il deragliamento, causato dall'invasione di una mandria di bufali, costò la vita a 12 viaggiatori.
Il 9 aprile 1969, al diffondersi della notizia della programmata chiusura di due grandi fabbriche vennero indette manifestazioni di protesta e cortei, che sfociarono in drammatici scontri con le forze dell'ordine quando all'assedio dei dimostranti la polizia rispose sparando sulla folla. I fatti di Battipaglia si conclusero con duecento feriti e la morte di due persone, consentendo però la riapertura dalle fabbriche coinvolte.

### Simboli
Lo stemma di Battipaglia è stato concesso con regio decreto dell'11 dicembre 1941.
Il gonfalone, concesso con decreto del presidente della Repubblica dell'11 dicembre 1997, è costituito da un drappo di azzurro.

## Monumenti e luoghi d'interesse

### Architetture religiose

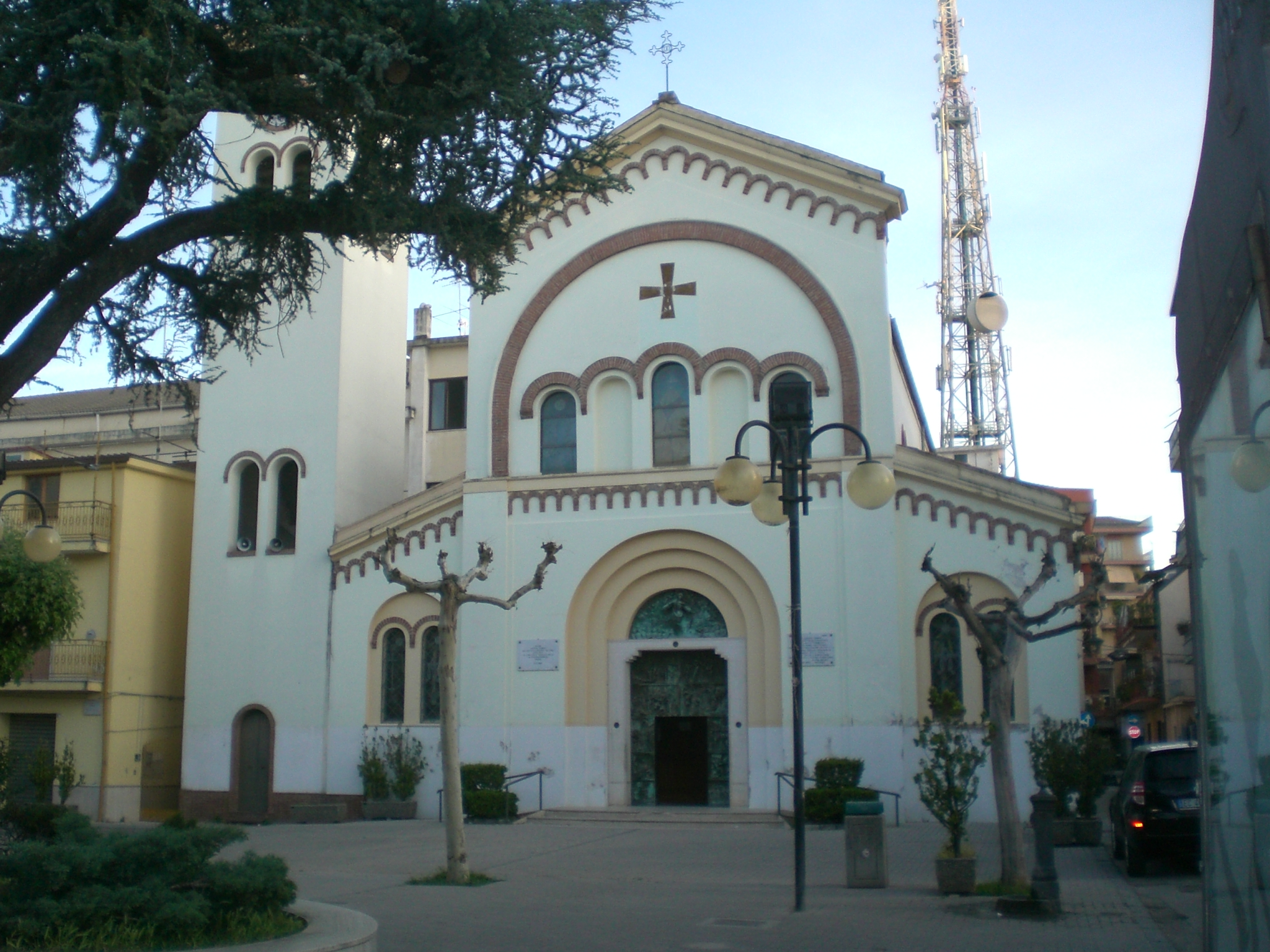
Santuario di Santa Maria della Speranza

- Santuario di Santa Maria della Speranza (1917).[29]
- Cappella di Santa Lucia, menzionata per la prima volta in un documento del 1140, sorge nell'omonima località.
- Cappella di San Giuseppe, in località Aversana, edificata nel 1600 circa.
- Complesso monastico di San Mattia, fondato da Guaimario IV.

### Architetture civili
- Palazzo Municipale
- Masseria del Fosso (1700 circa)

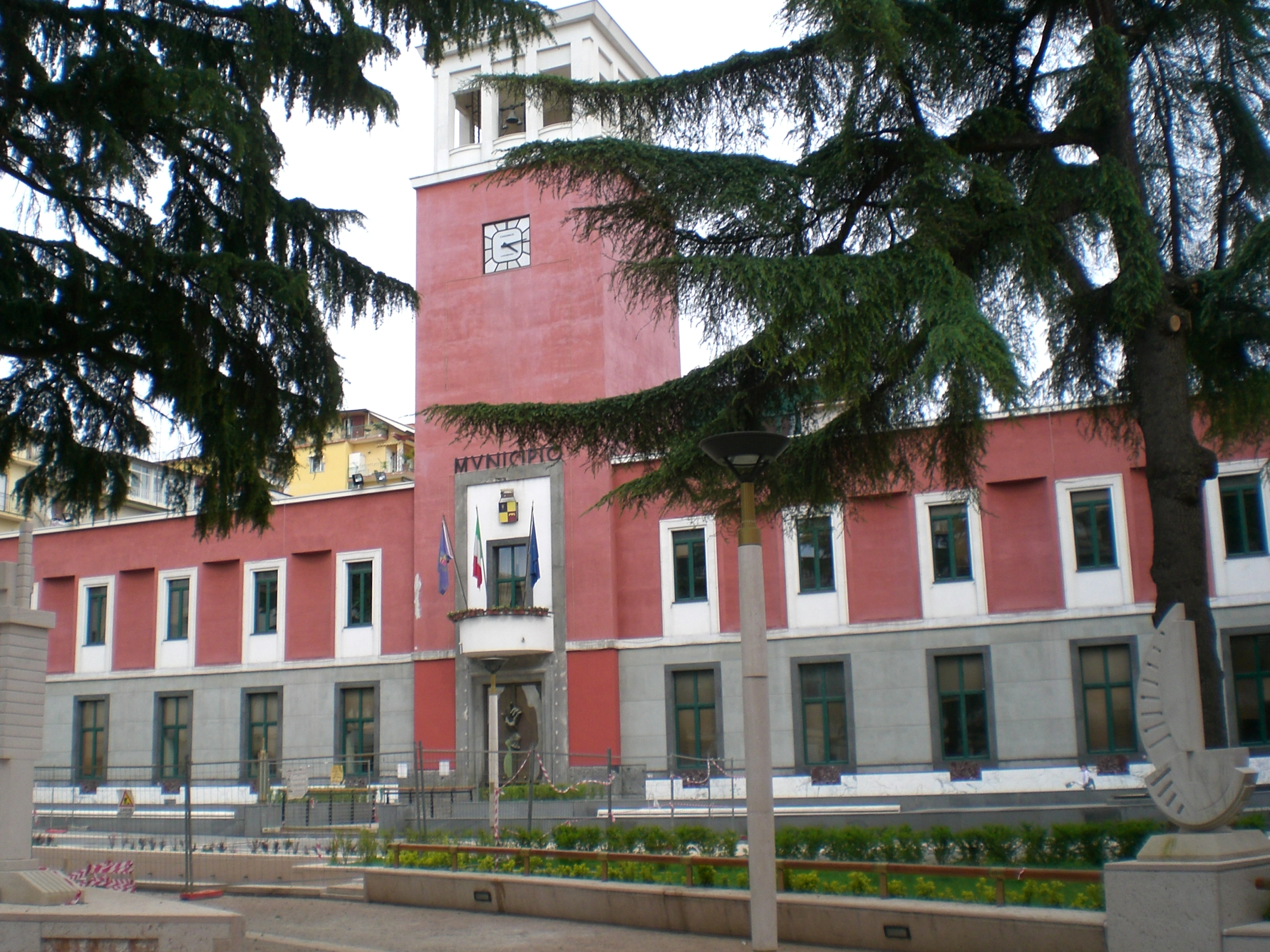
Palazzo municipale

- Tenuta Porta di Ferro (1550-1600 circa)
- Villa Schlaepfer-Rago (XII secolo e modificata nel 1800 circa)
- Villa Budetta (1863)
- Masseria Farina di Fiorignano (1800 circa)
- Complesso La Morella
- Torre Caciottoli
- Torre di Raj (1700 circa)
- Torre dei Mussi
- Villa D'Amore

### Architetture militari

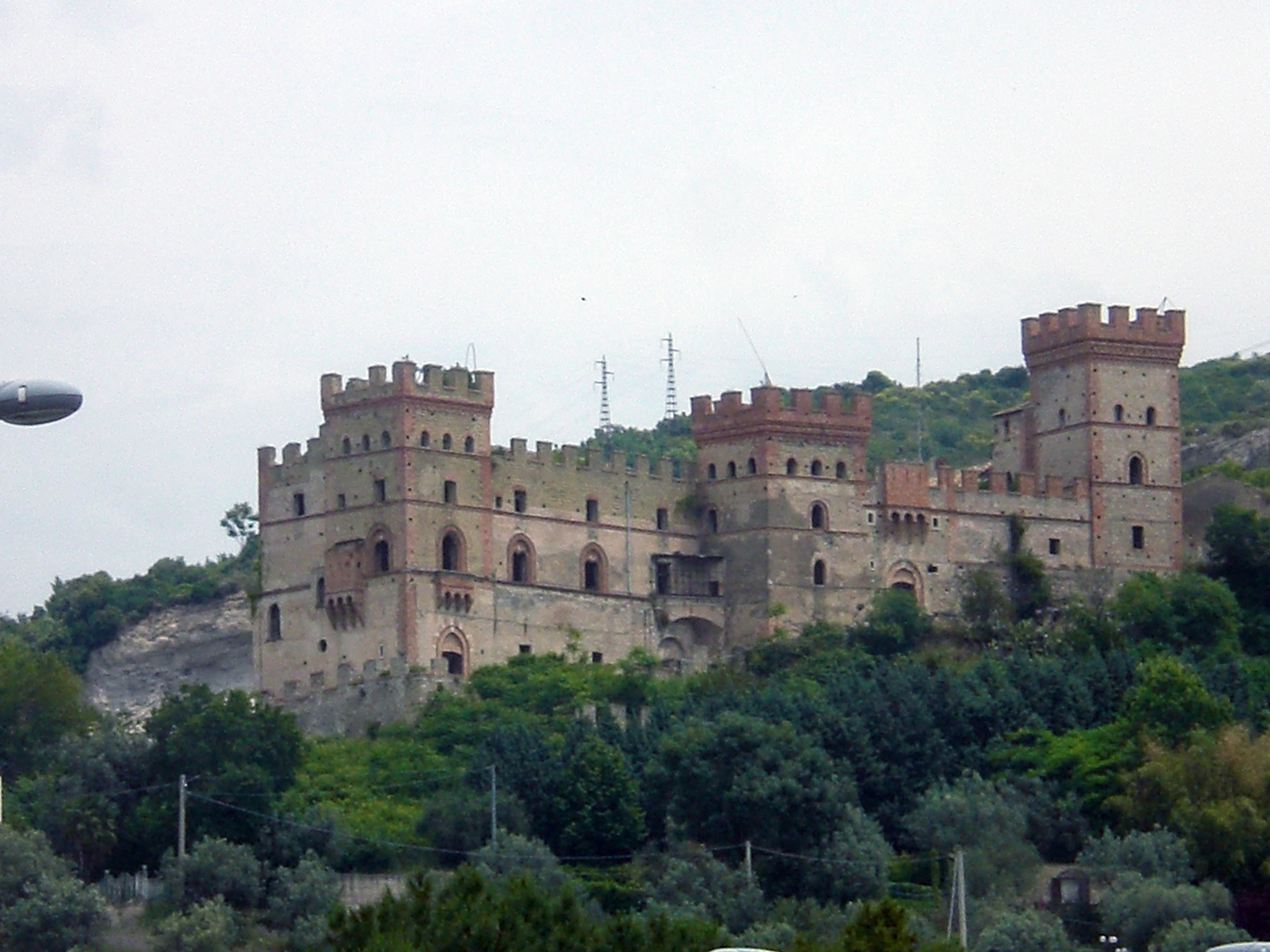
Il castello di Battipaglia, chiamato anche Castelluccio o Castelluccia (a seconda della pronuncia del dialetto battipagliese), che domina la città dall'alto di una collina sovrastante, fotografato prima dell'ultimo restauro iniziato dopo l'anno 2016.

- Il castello di Battipaglia, chiamato anche Castelluccio o Castelluccia (a seconda della pronuncia del dialetto battipagliese), che domina la città dall'alto di una collina sovrastante, fotografato prima dell'ultimo restauro iniziato dopo l'anno 2016. Castelluccio: menzionato nel documento sopracitato del 1080, fino al XII fu proprietà della Chiesa di Salerno. Divenne possesso del conte Marcoaldo e concesso successivamente all'Ordine teutonico da Federico II di Svevia. Nel 1251 tornò alla chiesa di Salerno. Acquistato nel 1612 dai Doria, passò nel 1638 al marchese Angelo Pignatelli. Attualmente è di proprietà della famiglia battipagliese dei Santese.
- Torre sul Tusciano: costruita nel 1563 insieme ad altre sei torri da Salerno ad Agropoli, come sistema difensivo lungo la litoranea.

### Altro
- Passo di San Mattia: tabella daziaria del 14 agosto situata presso l'antica dogana ducale di Eboli.
- Busto dedicato a Ferdinando II di Borbone, Re delle Due Sicilie, situato in Piazza della Repubblica.
- Ex Tabacchificio A.T.I. già “Fortunato Farina”: Stabilimento per la lavorazione del tabacco di proprietà della Società Agricola Industriale Meridionale (S.A.I.M.), a cui era annesso anche un caseificio, fu edificato nel 1920 dalla Società Agricola Industriale Salernitana (S.A.I.S.) e successivamente venne acquisito dalla soc. SAIM. Tra il 1948 ed il 1966, a seguito della distruzione bellica, venne ricostruito utilizzando in prevalenza blocchi rettangolari disposti in parallelo sul lato maggiore lungo Via Rosa Jemma. L'ex stabilimento comprende otto essiccatoi (divisi in due gruppi di quattro fabbricati) dove avveniva il trattamento del tabacco; al centro di ogni gruppo gli edifici risultano smussati a quarantacinque gradi dando origine ad una corte centrale ottagonale. I muri perimetrali sono totalmente realizzati in mattoni pieni con le classiche ampie finestre per permettere la ventilazione. L'interno di ciascun blocco, un ambiente unico di circa 1.300 m² ed alto 15 m, presenta una griglia regolare di pilastri in cemento armato con luce di 6 metri con in sommità un grigliato di legno al quale venivano innalzati i festoni di tabacco con delle corde apposite. Attualmente l'area è di proprietà comunale[30].

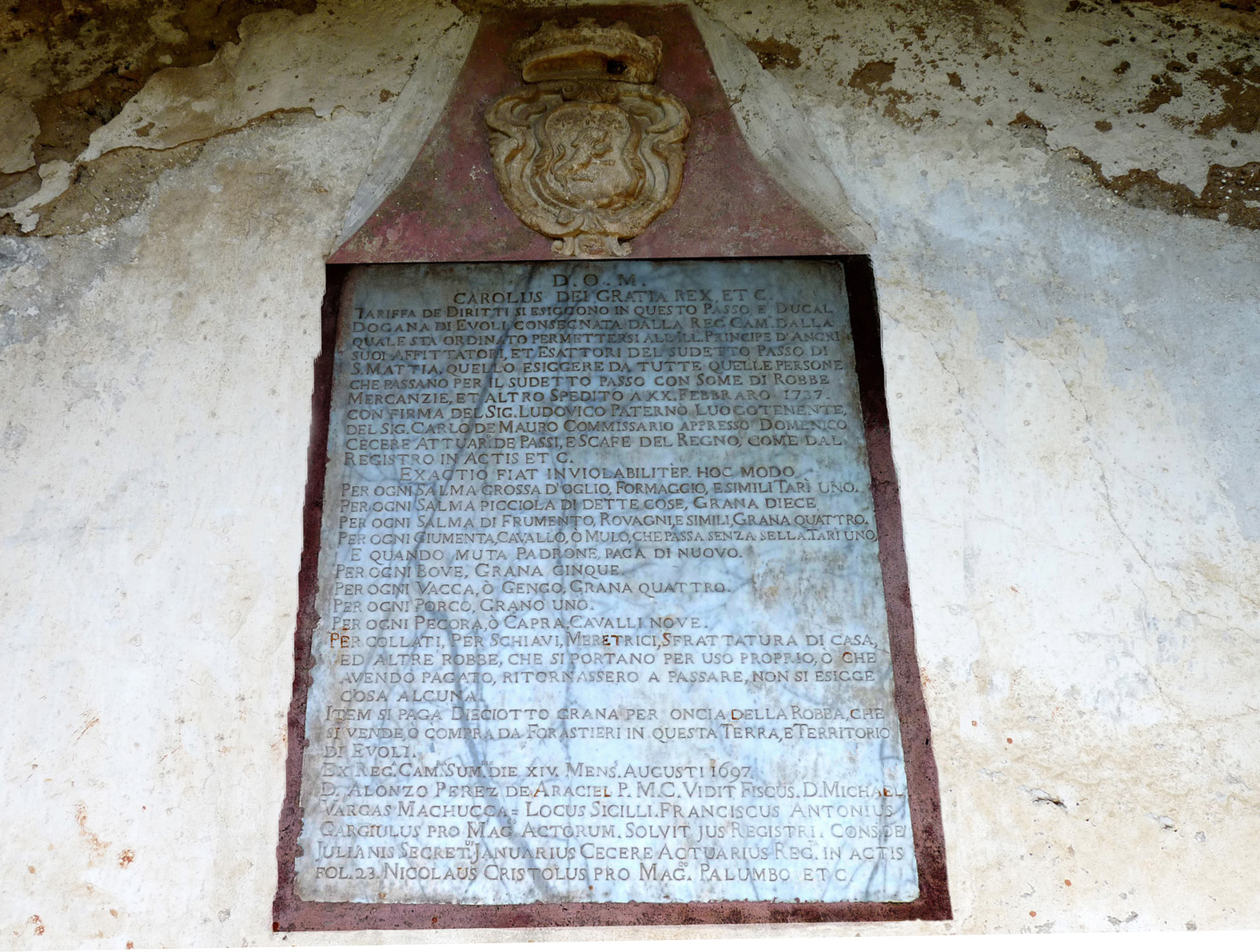
Tabella daziaria di San Mattia

### Siti archeologici
- Loc. Arenosola: Necropoli del VI-V secolo a.C. e IV-III secolo a.C.
- Loc. San Giovanni: Villa romana del I-III secolo a.C. tratto della strada romana Popilia e necropoli.
- Loc. Spineta: Villa romana del I-III secolo a.C.

### Aree naturali

#### Grotte
- Caverna dei Lepidotteri[31]
- Grotta del Monte Belvedere[31]
- Grotta della Tegola Romana sul Tusciano[31]
- Grotta I nei Conglomerati.[31]
- Grotta II nei Conglomerati.[31]

## Società

### Evoluzione demografica
Abitanti censiti

### Etnie e minoranze straniere
Al 31 dicembre 2023, a Battipaglia risultavano residenti 4.614 cittadini stranieri, pari al 9,27% della popolazione.

### Religione

#### Chiesa cattolica
La maggioranza della popolazione è di religione cattolica; il comune appartiene alla forania di Battipaglia-Olevano sul Tusciano, dell'arcidiocesi di Salerno-Campagna-Acerno, ed ha sette parrocchie. Fra le opere parrocchiali di rilevanza sociale vanno menzionate la comunità Stimmatina, Casa Speranza, il centro emergenze giovanili, il cinema parrocchiale, il centro accoglienza profughi, la mensa per i poveri e un centro anti usura.

#### Chiese protestanti
L'altra confessione cristiana presente è quella protestante con quattro comunità. 
La prima opera ad essere fondata, nel 1970, è la Chiesa evangelica pentecostale CCEVAS.
Un'altra importante presenza è la Chiesa evangelica pentecostale associata alle Assemblee di Dio in Italia, fondata nel 1971 da alcuni credenti provenienti da Salerno.

#### Altri culti
Fra gli altri culti presenti a Battipaglia vi sono la congregazione cristiana dei Testimoni di Geova., la Chiesa di Gesù Cristo dei Santi degli Ultimi Giorni. , una moschea e un tempio sikh.

### Istituzioni, enti e associazioni
- Ufficio territoriale INAIL
- Sede INPS
- Unità territoriale della Croce Rossa Italiana[41]
- Centro di Sviluppo Agricolo della Regione Campania[42]
- Ospedale Santa Maria della Speranza

## Cultura

### Musei
- Polo Espositivo Culturale Città di Battipaglia (ex scuola E. De Amicis): ospita un punto museale con reperti archeologici rinvenuti nel territorio comunale[43].

### Teatri
- Teatro Sociale "Aldo Giuffré"
- Teatro Bertoni
- Teatro “Il Piccolo”

### Istruzione
Battipaglia ospita diverse scuole secondarie, sia pubbliche che private:
- Liceo scientifico, classico e linguistico “Enrico Medi”
- Istituto di Istruzione Superiore "Besta-Gloriosi" (istituto tecnico)
- Istituto di Istruzione Superiore "Enzo Ferrari" (istituto professionale)
- Istituto professionale per l'agricoltura Salerno Profagri.
- Liceo scientifico e tecnico "Giacomo Leopardi" (privato)
- Istituto "Merini" (privato)
- Istituto "Robert Kennedy" (privato)

### Media
- Battipaglia News (online)
- Battipaglia 1929 (online)
- Nero su Bianco (bisettimanale)

#### Radio
- Il Rione - Radio Rione (web radio)
- RCS75 - Radio Castelluccio

#### Televisione
- SeiTV (canale 82 DTT)
- Sud TV (canale 114 DTT)

#### Etichette discografiche
- Revolutionary Records
- Gramigna
- Hydra Music

### Cucina
Prodotto tipico di Battipaglia è la mozzarella di bufala campana. Fra le varianti di tagli della mozzarella va menzionata la Zizzona di Battipaglia, un marchio creato da vari consorzi caseari locali.

### Maschera
Spigariello è la maschera divenuta il simbolo del carnevale battipagliese, la cui origine è legata alla tradizione e alle ritualità contadine.

### Urbanistica
L'originale struttura urbanistica della città ha subito un primo cambiamento a causa della completa distruzione causata da sei bombardamenti aerei durante il secondo conflitto bellico.
Il successivo aumento della popolazione e la necessità di nuove abitazioni hanno congestionato il sistema urbano e la viabilità anche a causa dell'abusivismo edilizio.
L'espansione edilizia si è manifestata principalmente nel trentennio 1961-1991 con un incremento di vani da 50 837 a 214 864.

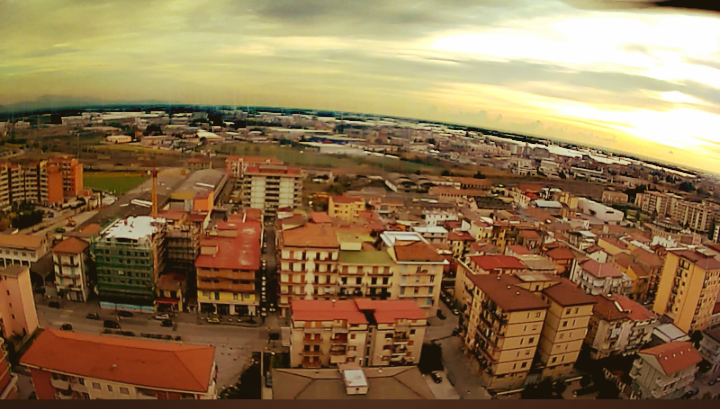
Battipaglia, rione Sant'Anna

In base all'attuale cartografia sono identificabili, oltre all'abitato di Battipaglia, le località maggiormente abitate di Serroni Alto, Santa Lucia, Fasanara e Aversana.

### Toponimi, toponomastica e quartieri
La toponomastica della città, ad esclusione delle zone esterne al centro urbano, è stata assegnata in modo schematico man mano che veniva realizzata l'urbanizzazione. Ad esempio dalla cartografia è identificabile una zona "dei poeti" (ad esempio nel quartiere Sant'Anna la maggioranza delle strade sono intitolate a poeti) o una zona "dei mari" (nel quartiere Serroni), ecc.
Lo statuto comunale attuale non menziona quartieri o frazioni. I quartieri, oltre al centro sono: Belvedere, Serroni, Sant'Anna, Turco, Taverna Maratea, Taverna delle Rose, Schiavo, Stella.

## Economia
Al centro di una vasta e fertile pianura, la città, un tempo prevalentemente agricola, ha avuto un notevole sviluppo industriale a partire dagli anni sessanta.

### Agricoltura
Il territorio, grazie all'irrigazione diffusa dei campi tramite condotte idriche a pressione, permette numerose e moderne attività agricole, anche con coltivazione intensiva. Sono inoltre diffusi frutteti e serre, che rendono l'area battipagliese una delle principali in Italia per produzione di insalate imbustate (c.d. quarta gamma) e la principale per coltivazione di rucola.
Quella battipagliese è zona di produzione, tra gli altri, dei seguenti prodotti:
- Carciofo di Paestum (IGP).
- Mela annurca campana (IGP)
- Pomodoro Fiaschello
- Rucola della Piana del Sele

### Allevamenti e settore caseario

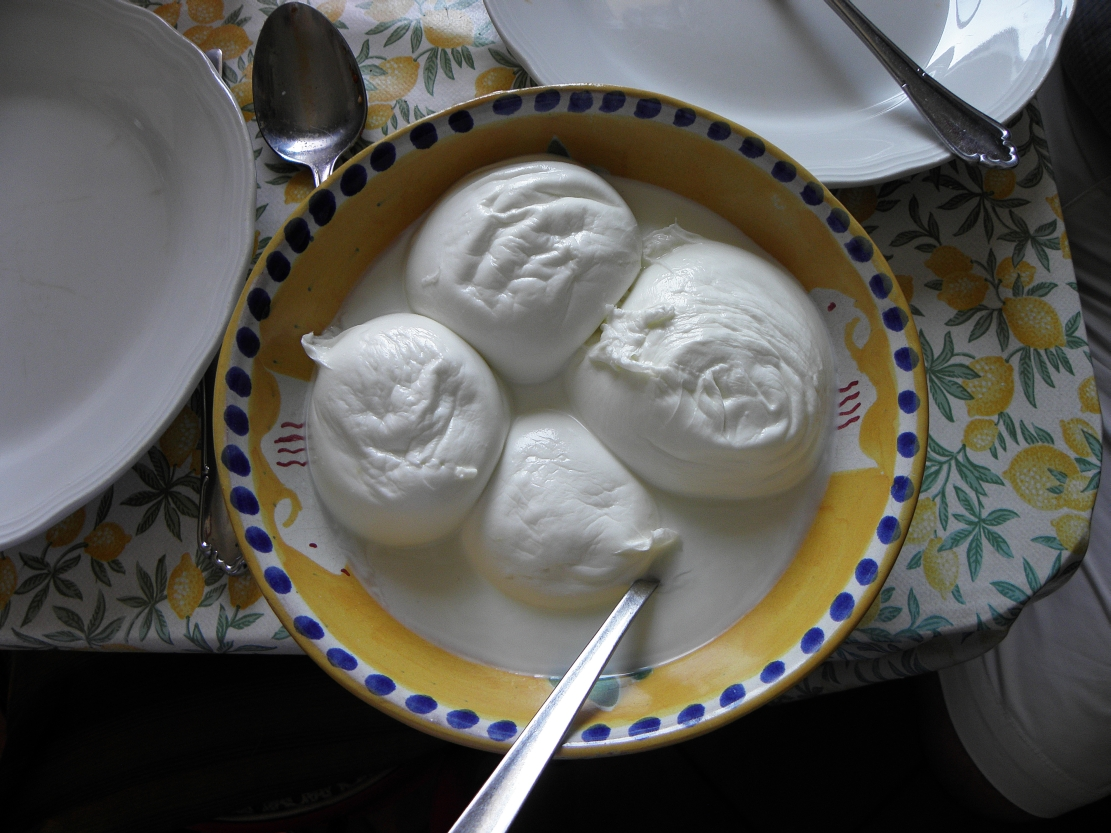
Mozzarella di bufala campana DOP

Molto importanti anche le aziende del settore alimentare, in particolar modo attive nella produzione di latticini come la mozzarella di bufala, prodotto tipico battipagliese.
Il film Benvenuti al Sud ne celebra una variante, nota come "zizzona di Battipaglia" (marchio registrato di un caseificio della zona), che consiste in una mozzarella molto grande, colma di latte, di 5 kg o più, con una piccola escrescenza nella parte superiore simile ad un capezzolo che la fa rassomigliare ad una mammella.

### Industria
Numerose sono le attività industriali presenti sul territorio comunale. Oltre alle industrie agroalimentari (Bonduelle) e zootecniche (Sivam) sono presenti aziende nel settore della componentistica auto (Cooper Standard Automotive), degli apparecchi elettronici, dei cavi elettrici (Nexans), degli imballaggi e chiusure metalliche (Eviosys e Silgan) e della plastica (Jcoplastic, Riba Sud e Deriblok).
A Battipaglia è presente la sede centrale della Mass, azienda produttrice di capi di abbigliamento sportivi.

### Servizi

#### Istituti di credito e assicurativi
- Banca Campania Centro

## Infrastrutture e trasporti

### Strade
La città è un nodo stradale fondamentale per i territori a sud di Salerno. Oltre ad essere dotata dell'omonima uscita autostradale sulla A2 Autostrada del Mediterraneo, ben connessa con un viadotto alla Strada statale 18 Tirrena Inferiore, principale collegamento con il Cilento, da Battipaglia inizia la Strada statale 19 delle Calabrie, che collega la Piana del Sele alla Basilicata e al Vallo di Diano.
Il territorio comunale è attraversato da numerose strade provinciali; quelle di maggior traffico veicolare sono le seguenti:
- Strada Provinciale 29/a Battipaglia-Olevano Sul Tusciano (Monticelli), principale collegamento con Olevano sul Tusciano.
- Strada Provinciale 175/a Litoranea, asse secondario di collegamento fra Salerno e Capaccio Paestum.
- Strada Provinciale 417 Aversana, parallela alla litoranea, ne decongestiona il traffico da e per il Cilento.

Altre strade provinciali sono:
- Strada Provinciale 8 Bellizzi (Torrente Vallimonio)-Innesto SP 135-Innesto SP 312-Innesto SS 18;
- Strada Provinciale 135 Battipaglia-Innesto SP 175;
- Strada Provinciale 136 Serroni di Battipaglia-Innesto SR 164;
- Strada Provinciale 195 Innesto SS 18-Innesto SP 30;
- Strada Provinciale 275 Bellizzi (loc. Campo Eminente)-Innesto SP 175;
- Strada Provinciale 312 Innesto SS 18-Innesto SP 8-Innesto SP 417-Innesto SP 175;

### Ferrovie
La stazione di Battipaglia è uno dei principali snodi ferroviari del Mezzogiorno. Posizionata lungo la ferrovia Tirrenica Meridionale, al bivio con la ferrovia Battipaglia-Potenza-Metaponto, è dotata di un fabbricato, cinque binari, un fabbricato merci e, in fase di costruzione, un centro integrato di interscambio con un terminal bus nonché un parcheggio multipiano. Oltre ad essere servita dai treni alta velocità Frecciargento della tratta Reggio Calabria-Roma, la stazione è servita anche da un treno Frecciarossa da/per Torino Porta Nuova.

### Mobilità urbana
Il trasporto pubblico urbano è affidato alla EAC autolinee mentre quello extraurbano è gestito principalmente da Sita Sud, Busitalia Campania e Co.Sa.T.

## Amministrazione
All'atto dell'istituzione del Comune, il ruolo di primo cittadino fu assunto da Alfonso Menna, commissario prefettizio in carica dal 29 maggio 1929 al 6 novembre 1931. Dopo il ventennio fascista, il primo sindaco eletto democraticamente fu Primo Baratta (19 marzo 1944 - 27 settembre 1945).
Nella tabella seguente l'elenco dei sindaci battipagliesi dall'istituzione al 1989:
| Periodo           | Periodo           | Primo cittadino     | Partito                     | Carica              | Note   |
| ----------------- | ----------------- | ------------------- | --------------------------- | ------------------- | ------ |
| 29 maggio 1929    | 6 novembre 1931   | Alfonso Menna       |                             | Comm. pref.         |        |
| 7 novembre 1931   | 20 gennaio 1934   | Mario D'Elia        | Partito Nazionale Fascista  | Podestà             |        |
| 21 gennaio 1934   | 22 agosto 1941    | Teodoro De Divitiis | Partito Nazionale Fascista  | Podestà             |        |
| 23 agosto 1941    | 7 dicembre 1943   | Pasquale Rago       | Partito Nazionale Fascista  | Podestà             |        |
| 8 dicembre 1943   | 18 marzo 1944     | Primo Baratta       |                             | Comm. pref.         |        |
| 19 marzo 1944     | 27 settembre 1945 | Primo Baratta       |                             | Sindaco             |        |
| 28 settembre 1945 | 8 ottobre 1946    | Licio Petrone       |                             | Sindaco             |        |
| 31 ottobre 1946   | 7 maggio 1948     | Renato Moncharmont  | Partito Comunista Italiano  | Sindaco             |        |
| 21 maggio 1948    | 9 gennaio 1953    | Lorenzo Rago        | Partito Socialista Italiano | Sindaco             | [ 52 ] |
| 30 gennaio 1953   | 16 giugno 1953    | Antonio Baldi       |                             | Assessore anziano   |        |
| 17 giugno 1953    | 20 aprile 1954    | Salvatore Varriale  |                             | Comm. pref.         |        |
| 21 aprile 1954    | 23 novembre 1958  | Antonio De Vita     |                             | Sindaco             |        |
| 24 novembre 1958  | 4 febbraio 1963   | Antonio De Vita     |                             | Sindaco             |        |
| 4 febbraio 1963   | 11 marzo 1967     | Domenico Vicinanza  |                             | Sindaco             |        |
| 27 febbraio 1967  | 4 novembre 1967   | Francesco Crudele   |                             | Sindaco             |        |
| 4 novembre 1967   | 18 novembre 1967  | Pasquale Roatti     |                             | Assessore anziano   |        |
| 18 novembre 1967  | 25 gennaio 1968   | Matteo Barra        |                             | Sindaco             |        |
| 25 gennaio 1968   | 31 gennaio 1968   | Pasquale Roatti     |                             | Assessore anziano   |        |
| 31 gennaio 1968   | 15 novembre 1968  | Sabato Mellone      |                             | Sindaco             |        |
| 15 novembre 1968  | 28 novembre 1968  | Pasquale Roatti     |                             | Assessore anziano   |        |
| 28 novembre 1968  | 16 maggio 1969    | Domenico Vicinanza  |                             | Sindaco             |        |
| 24 maggio 1969    | 7 giugno 1970     | Corrado Casella     |                             | Comm. Pref.         |        |
| 7 giugno 1970     | 29 luglio 1970    | Felice Crudele      |                             | Consigliere anziano |        |
| 29 luglio 1970    | 19 ottobre 1970   | Vincenzo Liguori    |                             | Sindaco             |        |
| 19 ottobre 1970   | 5 novembre 1970   | Felice Crudele      |                             | Consigliere anziano |        |
| 5 novembre 1970   | 30 settembre 1971 | Vincenzo Liguori    |                             | Sindaco             |        |
| 30 settembre 1971 | 20 novembre 1971  | Felice Crudele      |                             | Consigliere anziano |        |
| 20 novembre 1971  | 26 ottobre 1974   | Felice Crudele      |                             | Sindaco             |        |
| 26 ottobre 1974   | 22 febbraio 1975  | Felice Crudele      |                             | Consigliere anziano |        |
| 22 febbraio 1975  | 8 agosto 1975     | Felice Crudele      |                             | Sindaco             |        |
| 8 agosto 1975     | 21 aprile 1976    | Enrico Garofalo     |                             | Sindaco             |        |
| 21 aprile 1976    | 6 maggio 1976     | Vincenzo Pipolo     |                             | Consigliere Anziano |        |
| 6 maggio 1976     | 29 maggio 1976    | Enrico Garofalo     |                             | Sindaco             |        |
| 29 maggio 1976    | 27 ottobre 1977   | Domenico Vicinanza  |                             | Sindaco             |        |
| 27 ottobre 1977   | 7 febbraio 1981   | Enrico Giovine      |                             | Sindaco             |        |
| 7 febbraio 1981   | 16 aprile 1982    | Elio Carucci        |                             | Sindaco             |        |
| 7 febbraio 1981   | 16 aprile 1982    | Elio Carucci        |                             | Sindaco             |        |
| 16 aprile 1982    | 22 febbraio 1984  | Domenico Vicinanza  |                             | Sindaco             |        |
| 22 febbraio 1984  | 12 maggio 1985    | Antonio Concilio    |                             | Sindaco             |        |
| 22 febbraio 1984  | 12 maggio 1985    | Antonino Concilio   |                             | Consigliere Anziano |        |
| 19 settembre 1985 | 8 aprile 1986     | Enrico Garofano     |                             | Sindaco             |        |
| 30 giugno 1986    | 24 luglio 1987    | Antonino Concilio   |                             | Sindaco             |        |
| 31 luglio 1987    | 30 giugno 1989    | Andrea Limongiello  |                             | Sindaco             |        |

Dagli anni ottanta in poi, il comune ha vissuto una storia politica piuttosto travagliata. I sindaci che sono rimasti in carica per il tempo previsto dalla normativa sono stati pochi: come si evince dalla tabella successiva, seppur parziale, vi sono state numerose dimissioni, sospensioni e decadenze. Di seguito vengono elencati i primi cittadini del Comune di Battipaglia, dal 1989 ad oggi, così come riportato nell'archivio del Ministero dell'Interno:
| Periodo          | Periodo          | Primo cittadino                                                | Partito                         | Carica                    | Note          |
| ---------------- | ---------------- | -------------------------------------------------------------- | ------------------------------- | ------------------------- | ------------- |
| 5 luglio 1989    | 19 luglio 1990   | Roberto Maffia                                                 | Democrazia Cristiana            | sindaco                   |               |
| 19 luglio 1990   | 22 maggio 1991   | Enrico Giovine                                                 | Democrazia Cristiana            | sindaco                   | [ 54 ]        |
| 22 maggio 1991   | 9 aprile 1992    | Antonino Concilio                                              | Democrazia Cristiana            | sindaco                   | [ 54 ]        |
| 9 aprile 1992    | 18 febbraio 1993 | Bruno Mastrangelo                                              | Democrazia Cristiana            | sindaco                   | [ 54 ]        |
| 18 febbraio 1993 | 20 novembre 1994 | Vito Santese                                                   | Democrazia Cristiana            | sindaco                   | [ 55 ]        |
| 20 novembre 1994 | 19 aprile 1997   | Fernando Zara                                                  | Alleanza Nazionale              | sindaco                   | [ 54 ]        |
| 19 aprile 1997   | 16 novembre 1997 | Achille Lenge                                                  |                                 | commissario straordinario | [ 56 ]        |
| 16 novembre 1997 | 19 marzo 2001    | Fernando Zara                                                  | lista civica di centro-destra   | sindaco                   | [ 57 ]        |
| 19 marzo 2001    | 27 maggio 2002   | Maurizio Moccia                                                | Forza Italia                    | sindaco facente funzioni  | [ 57 ]        |
| 27 maggio 2002   | 24 marzo 2006    | Alfredo Liguori                                                | Forza Italia                    | sindaco                   |               |
| 24 marzo 2006    | 28 maggio 2007   | Pasquale Manzo                                                 |                                 | commissario straordinario | [ 56 ]        |
| 28 maggio 2007   | 30 luglio 2008   | Gennaro Barlotti                                               | lista civica di centro-destra   | sindaco                   | [ 55 ]        |
| 30 luglio 2008   | 7 giugno 2009    | Alfonso Noce                                                   |                                 | commissario straordinario | [ 56 ]        |
| 7 giugno 2009    | 14 maggio 2013   | Giovanni Santomauro                                            | lista civica di centro-sinistra | sindaco                   | [ 58 ]        |
| 14 maggio 2013   | 19 giugno 2013   | Mario Rosario Ruffo                                            |                                 | commissario straordinario | [ 56 ]        |
| 19 giugno 2013   | 5 giugno 2016    | Mario Rosario Ruffo, Ada Ferrara, Gerlando Iorio, Carlo Picone |                                 | commissari straordinari   | [ 56 ] [ 59 ] |
| 5 giugno 2016    | 18 ottobre 2021  | Cecilia Francese                                               | lista civica                    | sindaco                   |               |
| 18 ottobre 2021  | in carica        | Cecilia Francese                                               | lista civica                    | sindaco                   |               |

### Altre informazioni amministrative
Le competenze in materia di difesa del suolo sono delegate dalla Campania all'Autorità di bacino regionale Destra Sele. Per quel che riguarda la gestione dell'irrigazione e del miglioramento fondiario, l'ente competente è il Consorzio di bonifica in Destra del fiume Sele.

## Sport

### Calcio
La principale squadra di calcio cittadina è la Battipagliese, militante in Eccellenza e con alle spalle un decennio tra Serie C1 e Serie C2 (1988-2000), nonché 4 stagioni in Serie C (1939-43).
Altre formazioni locali sono l'Atletico Battipaglia 2018 (Prima Categoria), il New Battipaglia Soccer 2023 (Seconda Categoria), il Real Battipaglia e la Virtus Battipaglia Calcio (Terza Categoria).

### Basket
- PB63 Lady (Serie A1 femminile, Serie A2 femminile, Serie B femminile)
- PB63 (Divisione Regionale 1)

### Pallavolo
- Oricar Battipagliese Volley (Serie C femminile - Girone B Campania)

### Rugby

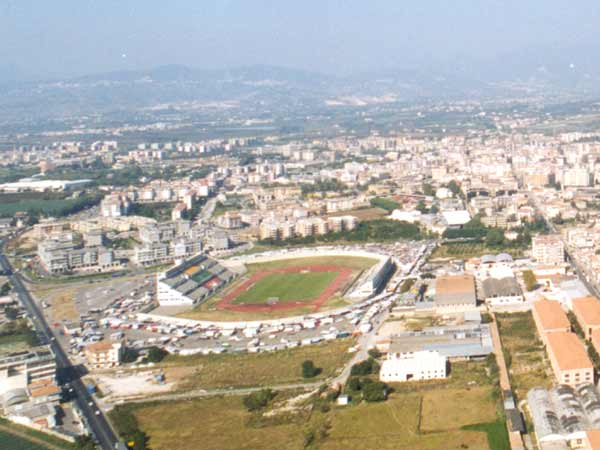
Lo stadio Luigi Pastena

- Rugby Club Battipaglia
- Hydra Rugby Club

### Impianti sportivi
- Stadio Luigi Pastena.[60]
- Campo di calcio Aversana[60]
- Campo di calcio S. Anna[60]
- Circuito Nazionale del Sele
- PalaZauli
- PalaPuglisi
- PalaSchiavo
- Centro Sociale (campi da tennis)